# NGC 390
NGC 390 – gwiazda znajdująca się w gwiazdozbiorze Ryb. Skatalogował ją Guillaume Bigourdan 19 listopada 1884 roku, błędnie sądząc, że to obiekt typu mgławicowego. Baza SIMBAD podaje, że NGC 390 to galaktyka LEDA 4021 (PGC 4021).